# Старець Даниїл Єлисаветградський
Блаженний старець Данило Єлисаветградський (+ 1860) — монах, заради Христа юродивий, блаженний, місцевошанованих святий Кіровоградської єпархії

## Життєпис
Відомо про старця Даниїла небагато. Народився він у XVIII столітті. Де проходило його дитинство та юність, не відомо. Історія зберегла для нас убогі звістки про те, що десь наприкінці XVIII ст. Даниїл оселився на старому Петропавлівському цвинтарі в землянці, що сам собі викопав неподалік від дерев'яної Петропавлівської церкви.
Нерідко бачили старця Даниїла на Петропавлівському цвинтарі, де він увпрдовж сорока днів молився на могилах новопреставлених. Господь відкривав Своєму обранцеві те, що звичайно приховано від людського погляду.
Похований був юродивий старець Даниїл на тому ж Петропавлівському цвинтарі неподалік від землянки, в якій жив, будучи все життя відданим Богові. Пройшло час, і потихеньку про цього незвичайного подвижника стали забувати. Але починаючи з 1860 р. на могилі святого стали відбуватися чудеса допомоги й зцілень, і місце поховання старця Даниїла стало об'єктом паломництва не тільки жителів Єлисаветграда й Херсонської губернії, але й сусідніх з нею губерній.
На пожертви людей над могилкою старця була зведена дерев'яна каплиця… Але в 1930-і роки зруйнували каплицю, у 1971 році зрівняли із землею могилку старця. Але стараннями духівництва й парафіян Кіровоградської єпархії святиню вдалося відродити: була зведена каплиця над джерелом старця Даниїла, облагороджена територія біля цього святого місця, зібрані архівні документи щодо життєпису цього подвижника. І як підсумок — канонізація старця Даниїла в лику місцешанованих святих.